# 16.ª etapa da Volta a Espanha de 2018
A 16.ª etapa da Volta a Espanha de 2018 teve lugar a 11 de setembro de 2018 e consistiu num contrarrelógio individual entre Santillana del Mar e Torrelavega sobre um percurso de 32 km e foi ganhada pelo ciclista australiano Rohan Dennis da equipa BMC Racing. O ciclista britânico Simon Yates da equipa Mitchelton-Scott conservou o maillot de líder.

## Classificação da etapa
| \| Classificação por etapas \| Classificação por etapas \| Classificação por etapas \| Classificação por etapas \| Classificação por etapas \| \| Ciclista \| Ciclista \| Equipe \| Tempo \| \| \| ------------------------ \| ------------------------ \| ------------------------ \| ------------------------ \| ------------------------ \| \| 1. \| Rohan Dennis \| BMC Racing Team \| 37m57s \| \| \| 2. \| Joey Rosskopf \| BMC Racing Team \| + 50s \| \| \| 3. \| Jonathan Castroviejo \| Team Sky \| + 50s \| \| \| 4. \| Steven Kruijswijk \| LottoNL-Jumbo \| + 51s \| \| \| 5. \| Michał Kwiatkowski \| Team Sky \| + 51s \| \| \| 6. \| Enric Mas \| Quick-Step Floors \| + 1m03s \| \| \| 7. \| Nelson Oliveira \| Movistar Team \| + 1m05s \| \| \| 8. \| Laurens De Plus \| Quick-Step Floors \| + 1m07s \| \| \| 9. \| Simon Geschke \| Team Sunweb \| + 1m10s \| \| \| 10. \| Kasper Asgreen \| Quick-Step Floors \| + 1m10s \| \| |                      |                   |         |
| |                      |                   |         |
| Fonte: ProCyclingStats |                      |                   |         |
| Classificação por etapas |                      |                   |         |
| Ciclista | Ciclista             | Equipe            | Tempo   |
| 1. | Rohan Dennis         | BMC Racing Team   | 37m57s  |
| 2. | Joey Rosskopf        | BMC Racing Team   | + 50s   |
| 3. | Jonathan Castroviejo | Team Sky          | + 50s   |
| 4. | Steven Kruijswijk    | LottoNL-Jumbo     | + 51s   |
| 5. | Michał Kwiatkowski   | Team Sky          | + 51s   |
| 6. | Enric Mas            | Quick-Step Floors | + 1m03s |
| 7. | Nelson Oliveira      | Movistar Team     | + 1m05s |
| 8. | Laurens De Plus      | Quick-Step Floors | + 1m07s |
| 9. | Simon Geschke        | Team Sunweb       | + 1m10s |
| 10. | Kasper Asgreen       | Quick-Step Floors | + 1m10s |

## Classificações ao final da etapa

### Classificação geral
| \| Classificação geral \| Classificação geral \| Classificação geral \| Classificação geral \| Classificação geral \| \| Ciclista \| Ciclista \| Equipe \| Tempo \| \| \| ------------------- \| ------------------- \| ------------------------- \| ------------------- \| ------------------- \| \| 1. \| Simon Yates \| Mitchelton-Scott \| 64h52m58s \| \| \| 2. \| Alejandro Valverde \| Movistar Team \| + 33s \| \| \| 3. \| Steven Kruijswijk \| LottoNL-Jumbo \| + 52s \| \| \| 4. \| Nairo Quintana \| Movistar Team \| + 1m15s \| \| \| 5. \| Enric Mas \| Quick-Step Floors \| + 1m30s \| \| \| 6. \| Miguel Ángel López \| Astana \| + 1m34s \| \| \| 7. \| Thibaut Pinot \| Groupama-FDJ \| + 2m53s \| \| \| 8. \| Ion Izagirre \| Bahrain-Merida \| + 3m04s \| \| \| 9. \| Rigoberto Urán \| EF Education First-Drapac \| + 3m15s \| \| \| 10. \| Tony Gallopin \| AG2R La Mondiale \| + 4m43s \| \| |                    |                           |           |
| |                    |                           |           |
| Fonte: ProCyclingStats |                    |                           |           |
| Classificação geral |                    |                           |           |
| Ciclista | Ciclista           | Equipe                    | Tempo     |
| 1. | Simon Yates        | Mitchelton-Scott          | 64h52m58s |
| 2. | Alejandro Valverde | Movistar Team             | + 33s     |
| 3. | Steven Kruijswijk  | LottoNL-Jumbo             | + 52s     |
| 4. | Nairo Quintana     | Movistar Team             | + 1m15s   |
| 5. | Enric Mas          | Quick-Step Floors         | + 1m30s   |
| 6. | Miguel Ángel López | Astana                    | + 1m34s   |
| 7. | Thibaut Pinot      | Groupama-FDJ              | + 2m53s   |
| 8. | Ion Izagirre       | Bahrain-Merida            | + 3m04s   |
| 9. | Rigoberto Urán     | EF Education First-Drapac | + 3m15s   |
| 10. | Tony Gallopin      | AG2R La Mondiale          | + 4m43s   |

### Classificação por pontos
| Classificação por pontos | Classificação por pontos | Classificação por pontos | Classificação por pontos | Classificação por pontos |
| Ciclista                 | Ciclista                 | Equipe                   | Pontos                   |                          |
| ------------------------ | ------------------------ | ------------------------ | ------------------------ | ------------------------ |
| 1.                       | Alejandro Valverde       | Movistar Team            | 116 pts                  |                          |
| 2.                       | Peter Sagan              | Bora-Hansgrohe           | 83 pts                   |                          |
| 3.                       | Dylan Teuns              | BMC Racing Team          | 73 pts                   |                          |
| 4.                       | Miguel Ángel López       | Astana                   | 71 pts                   |                          |
| 5.                       | Benjamin King            | Dimension Data           | 69 pts                   |                          |
| 6.                       | Simon Yates              | Mitchelton-Scott         | 68 pts                   |                          |
| 7.                       | Elia Viviani             | Quick-Step Floors        | 66 pts                   |                          |
| 8.                       | Michał Kwiatkowski       | Team Sky                 | 66 pts                   |                          |
| 9.                       | Thibaut Pinot            | Groupama-FDJ             | 56 pts                   |                          |
| 10.                      | Ion Izagirre             | Bahrain-Merida           | 56 pts                   |                          |

### Classificação da montanha
| Classificação da montanha | Classificação da montanha | Classificação da montanha  | Classificação da montanha | Classificação da montanha |
| Ciclista                  | Ciclista                  | Equipe                     | Pontos                    |                           |
| ------------------------- | ------------------------- | -------------------------- | ------------------------- | ------------------------- |
| 1.                        | Luis Ángel Maté           | Cofidis, Solutions Crédits | 64 pts                    |                           |
| 2.                        | Thomas De Gendt           | Lotto-Soudal               | 57 pts                    |                           |
| 3.                        | Benjamin King             | Dimension Data             | 56 pts                    |                           |
| 4.                        | Bauke Mollema             | Trek-Segafredo             | 50 pts                    |                           |
| 5.                        | Pierre Rolland            | EF Education First-Drapac  | 31 pts                    |                           |
| 6.                        | Miguel Ángel López        | Astana                     | 25 pts                    |                           |
| 7.                        | Thibaut Pinot             | Groupama-FDJ               | 22 pts                    |                           |
| 8.                        | Simon Yates               | Mitchelton-Scott           | 22 pts                    |                           |
| 9.                        | Michał Kwiatkowski        | Team Sky                   | 17 pts                    |                           |
| 10.                       | Alejandro Valverde        | Movistar Team              | 16 pts                    |                           |

### Classificação da combinada
| Classificação de combinados | Classificação de combinados | Classificação de combinados | Classificação de combinados | Classificação de combinados |
| Ciclista                    | Ciclista                    | Equipe                      | Pontos                      |                             |
| --------------------------- | --------------------------- | --------------------------- | --------------------------- | --------------------------- |
| 1.                          | Alejandro Valverde          | Movistar Team               | 13 pts                      |                             |
| 2.                          | Simon Yates                 | Mitchelton-Scott            | 15 pts                      |                             |
| 3.                          | Miguel Ángel López          | Astana                      | 16 pts                      |                             |
| 4.                          | Thibaut Pinot               | Groupama-FDJ                | 23 pts                      |                             |
| 5.                          | Steven Kruijswijk           | LottoNL-Jumbo               | 35 pts                      |                             |
| 6.                          | Benjamin King               | Dimension Data              | 35 pts                      |                             |
| 7.                          | Michał Kwiatkowski          | Team Sky                    | 42 pts                      |                             |
| 8.                          | Nairo Quintana              | Movistar Team               | 44 pts                      |                             |
| 9.                          | Dylan Teuns                 | BMC Racing Team             | 50 pts                      |                             |
| 10.                         | Bauke Mollema               | Trek-Segafredo              | 53 pts                      |                             |

### Classificação por equipas
| Classificação por equipes | Classificação por equipes                | Classificação por equipes | Classificação por equipes |
| Equipe                    | Equipe                                   | Tempo                     |                           |
| ------------------------- | ---------------------------------------- | ------------------------- | ------------------------- |
| 1.                        | Movistar Team                            | 194h50m08s                |                           |
| 2.                        | Bahrain-Merida                           | + 47s                     |                           |
| 3.                        | Bora-Hansgrohe                           | + 29m05s                  |                           |
| 4.                        | Sky                                      | + 31m49s                  |                           |
| 5.                        | Lotto NL-Jumbo                           | + 42m10s                  |                           |
| 6.                        | AG2R La Mondiale                         | + 42m31s                  |                           |
| 7.                        | EF Education First-Drapac p/b Cannondale | + 44m05s                  |                           |
| 8.                        | Dimension Data                           | + 50m14s                  |                           |
| 9.                        | Astana                                   | + 58m32s                  |                           |
| 10.                       | Mitchelton-Scott                         | + 1h00m36s                |                           |

## Abandonos
- Nicola Conci, não tomou a saída por decisão da sua equipa procurando lhe dar descanso ao ciclista.[2]